# USS Compton (DD-705)
O USS Compton (DD-705) foi um contratorpedeiro norte-americano que serviu durante a Segunda Guerra Mundial.
Foi descomissionado no dia 27 de Setembro de 1972 e transferido para o Brasil no dia 27 de Setembro de 1972 sendo renomeado CT Mato Grosso (D-34). O Mato Grosso foi sucateado no mês de Julho de 1990.